# For the Roses
For the Roses er Joni Mitchells femte album fra 1972 og den eneste af hendes album, der er inkluderet i det amerikanske National Recording Registry med 250 (pr. 2007) centrale amerikanske pladeindspilninger til alle tider. 
Den nok mest kendte sang fra albummet, "You Turn Me on I'm a Radio", er Mitchells sarkastiske kommentar til pladeselskabets ønske om, at hun skrev en radiovenlig sang. Det lykkedes rent faktisk, da det blev hendes hidtil største singlehit, der nåede en 25.-plads på de amerikanske hitlister. 
Albummet var hendes første med akkompagnement af et orkester, hvilket gav flere rockende og jazzede elementer end på de foregående album. Samtidig var Joni Mitchell ved at være træt af den kommercielle side af karrieren, og med blandt andet titelnummeret annoncerede hun behovet for at leve et simplere liv. Der gik derfor næsten to år, inden hun udgav det næste album.

## Sange
Side 1:
1. "Banquet" (3:01)
2. "Cold Blue Steel and Sweet Fire" (4:17)
3. "Barangrill" (2:52)
4. "Lesson in Survival" (3:11)
5. "Let the Wind Carry Me" (3:56)
6. "For the Roses" (3:48)

Side 2:
1. "See You Sometime" (2:56)
2. "Electricity" (2:01)
3. "You Turn Me on I'm a Radio" (2:39)
4. "Blonde in the Bleachers" (2:42)
5. "Woman of Heart and Mind" (2:38)
6. "Judgement of the Moon and Stars (Ludwig's Tune)" (5:19)

## Musikere
Som altid spiller Joni Mitchell selv guitar og piano samt synger, og de øvrige medvirkende musikere er Wilton Felder (el-bas), Russ Kunkel (trommer), Graham Nash (mundharmonika), Bobbye Hall (percussion), Tom Scott (træblæsere), Jim Burton (el-guitar på "Cold Blue Steel and Sweet Fire"), Stephen Stills (sang) og Bobby Notkoff (strygere). 

## Cover
Albummets cover er et fotografi, der også foregriber Joni Mitchells behov for at leve et simplere liv, idet det viser hende siddende på en klippe ved en flod midt i et øde naturlandskab. 
Desuden er der på coverets inderside et nøgenbillede af Mitchell, der også kan symbolisere hendes ønske om at leve mere spartansk. Billedet skabte en vis furore i samtiden, selv om hun ses bagfra og på en pæn afstand.